# Cantó d'Oyonnax-Sud
El cantó d'Oyonnax-Sud era una divisió administrativa francesa del departament de l'Ain. Té 5 municipis i el cap és Oyonnax. Va existir de 1982 a 2015.

## Municipis
- Bellignat
- Géovreisset
- Groissiat
- Martignat
- Oyonnax

## Història
| Data d'elecció | Identitat      | Partit        | Qualitat |
| -------------- | -------------- | ------------- | -------- |
| 1982-2001      | Jean-Paul Émin | UDF-PR        |          |
| 2001-2015      | Michel Perraud | Divers droite |          |

## Demografia
| A partir de 1990 : Població sense dobles comptes |